# 인천신검단중학교
인천신검단중학교는 인천광역시 서구에 개교 예정인 공립 중학교이다.

## 학교 연혁
- 2026년 3월 1일 : 개교 예정